# Nadejda von Meck
Nadejda Filaretovna von Meck (en russe : Надежда Филаретовна Фон Мекк), née Nadejda Frolovskaïa à Znamenskoïé (gouvernement de Smolensk, Empire russe) le 29 janvier 1831 (10 février dans le calendrier grégorien) et décédée à Nice le 13 janvier 1894, est une veuve russe fortunée connue pour avoir été la mécène de Piotr Ilitch Tchaïkovski.

## Biographie
Le père de Nadejda Frolovskaïa, grand propriétaire foncier, est un violoniste amateur. Il lui assure une bonne formation musicale aussi bien théorique que technique. Nadejda apprend le piano et fréquente le milieu musical. Elle se marie en 1848 avec le baron Karl von Meck, d'origine germano-balte, qu'elle aide par sa fortune et son sens des affaires. Il s'enrichit de manière considérable dans le chemin de fer. Elle donne le jour de 1848 à 1872 à six filles et cinq garçons et devient veuve en janvier 1876.
Cette même année, elle découvre les œuvres de Tchaïkovski grâce au  violoniste Iosif Kotek qui était à son service. Séduite par le talent du compositeur, elle lui passe commande d'une marche funèbre, que Tchaïkovski honore sans délai, puis de plusieurs autres compositions. Tchaïkovski lui dédie sa quatrième symphonie. Commence alors un échange épistolaire dans lequel se manifeste l'admiration et l'affection platonique de la baronne. Tchaïkovski lui répond avec une prévenance non dénuée d'intéressement. 
Très vite Madame von Meck consent à lui verser une rente annuelle de 6 000 roubles, la condition étant de se contenter pour tous deux de cette seule relation épistolaire. Elle met ses propriétés dans toute l'Europe à la disposition du compositeur, s'éclipsant juste avant son arrivée. Cette idylle insolite et intemporelle va durer près de quinze ans. Une ou deux fois, ils s'observeront de loin à l'occasion d'un concert ou d'une rencontre fortuite, mais jamais ne se parleront. En 1884, la baronne arrange le mariage de son fils Nicolas, dit Kolia, avec Anna Davydov, une nièce de Tchaïkovski, comme si cette union des deux familles consacrait une sorte de fusion sentimentale entre elle et Tchaïkovski.
D'abord sourde aux rumeurs sur les tendances homosexuelles du compositeur, Madame von Meck en prend enfin conscience. Blessée dans sa fierté de femme, elle écrit le 13 septembre 1890 à Tchaïkovski que des revers de fortune l'empêchent désormais de lui verser la pension qu'elle lui allouait. Il est possible aussi que Mme von Meck connût quelques difficultés financières ou n'ait pas résisté à la pression de ses enfants qui l'engageaient vers une rupture définitive avec le compositeur. Elle commençait également à souffrir de la tuberculose qui l'emportera trois ans plus tard.
Tchaïkovski meurt le 25 octobre 1893. Nadejda von Meck ne lui survit que quelques mois, s'éteignant à Nice le 14 janvier 1894. Son corps est rapatrié en Russie.
Madame von Meck apporta également son soutien financier à d'autres compositeurs, notamment Claude Debussy, qu'elle engagea comme professeur de musique de ses enfants, et Nikolaï Rubinstein.

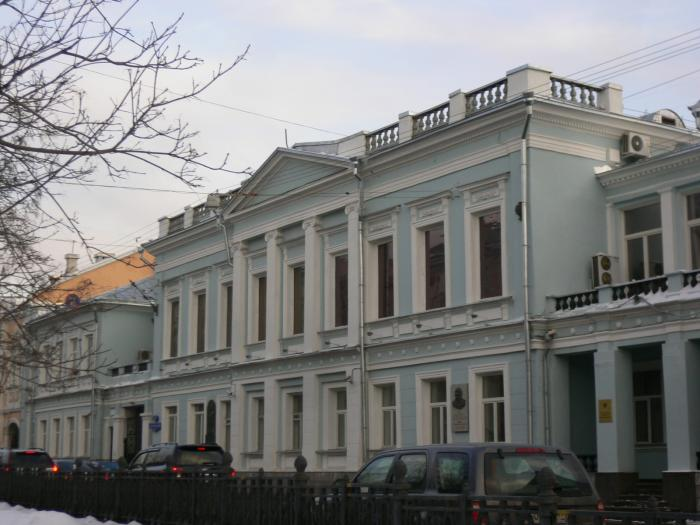
Hôtel particulier de la baronne von Meck à Moscou, boulevard de la Nativité (1869-1881),
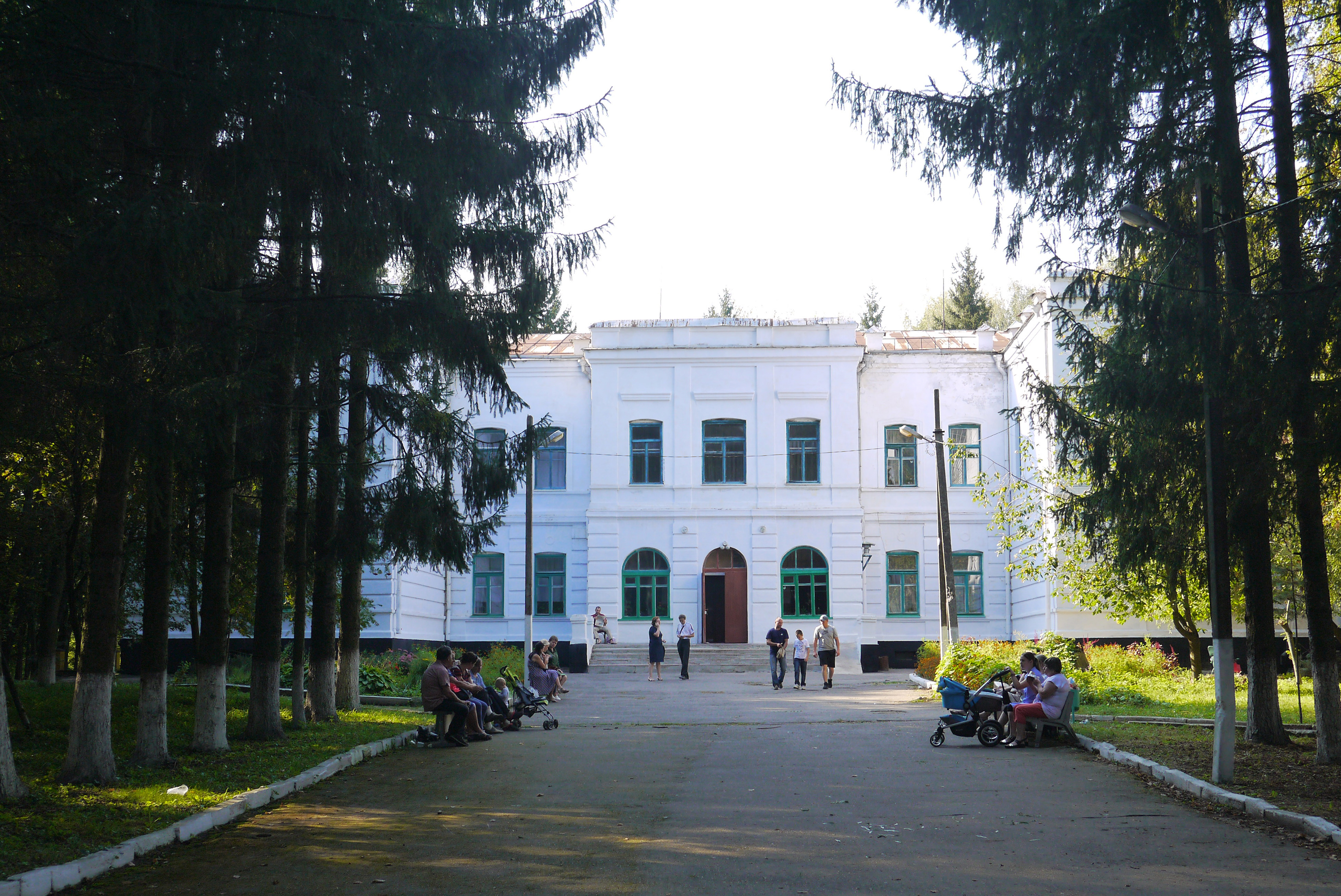
et à Braïliv comme partie du Musée local d'histoire de Vinnytsia.